# عمر فتحي سافيولا
عمر فتحي سافيولا (مواليد 17 مارس 1994)، هو لاعب كرة قدم مصري.

## حياته مع الأندية
لعب عمر فتحي في نادي بيراميدز ثم انتقل الي نادي الإسماعيلي ثم نادي إنبي ثم نادي المقاولون العرب ثم نادي إنبي مره أخرى ثم نادي فيوتشر ويلعب فيه حاليا
بيراميدز
من 2017 حتى 2018
الإسماعيلي
من 2018 حتى 2019
إنبي
من 2019 حتى 2021
المقاولون العرب
من 2021 حتى 2021
إنبي
2021 حتى 2021
فيوتشر
الآن